# أغوستين روسي (سياسي)
أغوستين روسي (بالإسبانية: Agustín Rossi) هو مهندس وسياسي أرجنتيني، ولد في 18 أكتوبر 1959 في الأرجنتين. حزبياً، نشط في Front for Victory ‏. في الانتخابات التشريعية في الأرجنتين 2017 ‏، انتخب عضو مجلس النواب في الأرجنتين عن دائرة سانتا في وقد انضم خلال فترته النيابية (10 ديسمبر 2017 – )  للكتلة البرلمانية Justicialist Front ‏ وانتخب عضو مجلس النواب في الأرجنتين وانتخب Ministry of Defense (Argentina) ‏.